# Colin Farrell
Colin James Farrell (/ˈfærəl/; sinh ngày 31 tháng 5 năm 1976) là một diễn viên người Ireland. Farrell xuất hiện trong loạt phim truyền hình Ballykissangel của BBC năm 1998, ra mắt trên màn ảnh lần đầu trong bộ phim The War Zone do Tim Roth đạo diễn năm 1999, và đến với Hollywood khi Joel Schumacher chọn anh cho vai chính của bộ phim chiến tranh Tigerland năm 2000. Anh sau đó diễn vai kẻ tội phạm Jesse James trong bộ phim American Outlaws cùng dàn diễn viên trẻ khác, gồm Gabriel Macht trong vai người em Frank cũng như Ali Larter, Scott Caan, và Timothy Dalton. Anh sau đó đóng vai chính trong bộ phim giật gân tâm lý Phone Booth (2003) với vai một con tin trong một bốt điện thoại ở thành phố New Yok, và các bộ phim giật gân Mỹ như S.W.A.T. (2003) và The Recruit (2003), bắt đầu thiết lập tên tuổi trong phòng vé quốc tế. Trong thời gian này, anh cũng xuất hiện trong bộ phim khoa học viễn tưởng Minority Report (2002) của Steven Spielberg và đóng vai phản diện Bullseye trong bộ phim siêu anh hùng Daredevil (2003).
Sau khi đóng trong những phim độc lập Intermission (2003) và A Home at the End of the World (2004), Farrell đóng vai chính trong các bộ phim lịch sử Alexander (2004) của Oliver Stone và The New World (2005) của Terrence Malick. Thời gian tiếp theo, anh tham gia vào Miami Vice (2006) của Michael Mann, bản chuyển thể Ask the Dust (2006) của John Fante, và Cassandra's Dream (2007) của Woody Allen, cho thấy sự nổi tiếng của Farrell trong giới làm phim và đạo diễn Hollywood; tuy nhiên, phải đến khi anh xuất hiện trong In Bruges (2008) của Martin McDonagh mới mang về cho anh Giải Quả cầu vàng cho nam diễn viên phim ca nhạc hoặc phim hài xuất sắc nhất của Hiệp hội báo chí nước ngoài ở Hollywood.
Farrell đóng chính trong bộ phim hài đen Horrible Bosses (2011) và nhận được lời khen từ giới phê bình, cùng với phim hài kinh dị Fright Night (2011) và phim hành động sci-fi Truy tìm ký ức (2012), đều là bản làm lại, và trong bộ phim tội phạm hài đen Seven Psychopaths (2012) cũng của McDonagh. Anh cũng đóng vai chính trong bộ phim hành động Dead Man Down (2013) của Niels Arden Oplev, và đóng vai Travers Goff trong bộ phim tiểu sử Cuộc giải cứu thần kỳ (2013) cùng với Tom Hanks/Emma Thompson. Năm 2014, Farrell đóng vai Peter Lake trong bộ phim Chuyện tình mùa đông, chuyển thể từ tiểu thuyết cùng tên của Mark Helprin. Năm 2015, anh đóng vai Thám tử Ray Velcoro trong mùa hai của loạt phim True Detective của HBO, và đồng thời cũng đóng vai chính trong bộ phim The Lobster, và được đề cử cho Giải Quả cầu vàng cho nam diễn viên phim ca nhạc hoặc phim hài xuất sắc nhất thứ hai. Năm 2016, anh đóng vai Percival Graves trong bộ phim Sinh vật huyền bí và nơi tìm ra chúng, ngoại truyện của loạt phim Harry Potter. Năm 2020, anh đứng hạng 5 trên bảng xếp hạng những diễn viên Ireland xuất sắc nhất do tờ The Irish Times đưa ra. Farrell đã được chọn làm Oswald Cobblepot / The Penguin trong The Batman dự kiến phát hành năm 2022 và sẽ bắt đầu cho một loạt phim mới nằm ngoài Vũ trụ Mở rộng DC.

## Thời niên thiếu
Farrell sinh ra tại Castleknock, Dublin, Ireland, với mẹ là Rita (tên cũ Monaghan) và cha là Eamon Farrell. Cha anh chơi bóng đá cho Shamrock Rovers FC và quản lý một cửa hàng đồ ăn. Chú anh, Tommy Farrell, cũng chơi cho câu lạc bộ Shamrock Rovers. Farrell có một người anh trai, Eamon, Jr., và hai người em gái, Claudine và Catherine. Claudine làm trợ lý cá nhân cho anh. Farrell theo học tiểu học tại Trường Công St. Brigid, sau đó học trung học ở Cao đẳng Castleknock, một trường tư chỉ dành cho nam sinh, rồi đến Cao đẳng Gormanston ở Hạt Meath. Anh thử giọng cho ban nhạc Ireland Boyzone vào khoảng thời gian này, nhưng không thành công.
Farrell được truyền cảm hứng diễn xuất từ màn trình diễn của Henry Thomas trong E.T. Sinh vật ngoài hành tinh khiến anh khóc vì xúc động. Được sự ủng hộ của anh mình, anh theo học Trường Diễn xuất Gaiety, rồi bỏ học khi được đóng vai Danny Byrne trong Ballykissangel, một loạt phim của BBC về một mục sư người Anh trẻ tuổi trở thành một phần của cộng đồng nông thôn Ireland. Năm 18 tuổi khi đang du lịch ở Sydney, anh từng bị tình nghi về tội giết người không thành công. Bản vẽ phác của cảnh sát trông rất giống anh và anh thậm chí còn bị cho là say trong đêm tình nghi ấy. Bằng chứng ngoại phạm duy nhất của anh là một quyển nhật ký của một người bạn ghi rằng cả hai vào thị trấn đêm hôm đó, chơi thuốc lắc.

## Sự nghiệp

### Sự nghiệp ban đầu
Farrell tham gia trên những loạt phim truyền hình và phim chiếu rạp, bao gồm Ballykissangel và Falling for a Dancer năm 1998 và 1999. Vai diễn đầu tiên của anh là The War Zone do Tim Roth đạo diễn, một bộ phim về bạo hành trẻ em, với Ray Winstone và Tilda Swinton đóng vai cha mẹ của một cô gái mà nhân vật của Farrell (Nick) hẹn hò. Farrell cũng xuất hiện trong Ordinary Decent Criminal cùng với Kevin Spacey và Linda Fiorentino, một bộ phim dựa trên cuộc đời của Martin Cahill. Năm 2000, Farrell được chọn làm vai chính của Binh nhì Roland Bozz trong Tigerland, một bộ phim của đạo diễn Hoa Kỳ Joel Schumacher không được phát hành rộng rãi. Có nguồn tin cho biết anh được chọn vì sự thu hút của mình. Emanuel Levy của tờ Variety nói Farrell "tỏa sáng dưới vai một chàng trai nổi loạn nhưng đứng đắn với một sự chua cay có lẽ là phản ứng hợp lý duy nhất trong một tình thế". Michael Holden của The Guardian viết rằng Farrell "mang quá nhiều chất anh hùng" để hợp với nguyên mẫu nổi loạn cổ điển, nhưng anh không để tâm. Tigerland thu về 139.500 đô la Mỹ.

## Đời tư
Là một người được mệnh danh là "chàng trai hư hỏng của Hollywood", Colin có 1 cuộc sống đời tư rất phức tạp, nhưng những năm gần đây anh đã dần lấy lại hình ảnh của mình trong mắt công chúng, anh ngày càng chứng tỏ mình là 1 người cha, 1 người chồng tốt. Và hầu như không thấy một scandal nào nữa của anh trên mặt báo chí.

## Các phim tham gia

### Điện ảnh
- Fanstatic Beast and Where To Find Them (2016)
- Total Recall (2012)
- Seven Psychopaths (2012)
- Fright Night (2011)
- Horrible Bosses (2011)
- London Boulevard (2010)
- The Way Back (2010)
- Crazy Heart (2009)
- Ondine (2009)
- In Bruges (2008)
- Tree of Life (2008)
- Pride and Glory (2007)
- Miami Vice (2006)
- Ask the Dust (2006)
- The New World (2005)
- Alexander (2004)
- A Home at the End of the World (2004)
- Intermission (2003)
- S.W.A.T. (2003)
- Daredevil (2003)
- The Recruit (2003)
- Phone Booth (2002)
- Minority Report (2002)
- Hart's War (2002)
- American Outlaws (2001)
- Tigerland (2000)

### Truyền hình
| Năm  | Tên phim    | Vai diễn                        | Ghi chú |
| ---- | ----------- | ------------------------------- | ------- |
| 2024 | The Penguin | Oswald "Oz" Cobblepot / Penguin |         |

Các giải thưởng:
- Boston Society of Film Critics Awards: Best Actor for: Tigerland (2000)
- IFTA Awards - Audience Award: Best Actor in a Film
- London Critics Circle Film Awards: British Newcomer of the Year for: Tigerland (2000)
- MTV Movie Award: Best Trans - Atlantic Breakthrough Performer
- MTV Movie Awards, Mexico: Best Colin Farrell in a Movie (Mejor Colin Farrell en una Película) for: S.W.A.T. (2003)
- Shanghai International Film Festival - Golden Goblet: Best Actor for: Hart's War (2002)
- Teen Choice Award: Choice Movie Villain for: Daredevil (2003)
- Golden Globe Award for Best Actor – Motion Picture Musical or Comedy